# Rhode subterranea
Rhode subterranea är en spindelart som först beskrevs av Josef Kratochvíl 1935.  Rhode subterranea ingår i släktet Rhode och familjen ringögonspindlar. Inga underarter finns listade i Catalogue of Life.